# José Antonio Dorado Ramírez
José Antonio 'Chechu' Dorado Ramírez (Còrdova, 10 de juliol de 1982) és un futbolista professional andalús que juga com a defensa. El seu darrer equip va ser la SD Ejea.

## Carrera esportiva
Dorado va anar alternant la segona divisió i la segona B fins als 29 anys. Va començar la seva carrera al Real Zaragoza B, i posteriorment va passar per la UE Lleida, la SD Huesca i el Reial Betis.
Dorado va marcar dos gols en 33 partits la temporada 2010–11 i va ajudar l'equip a retornar a La Liga, com a campions de la categoria, després d'una absència de dos anys. Va debutar a la competició el 27 d'agost de 2011, a 29 anysj, tot jugant els 90 minuts sencers en una victòria per 1–0 a fora contra el Granada CF; va contribuir amb 2,890 minuts durant la temporada, en què els bètics varen mantenir la categoria. Va marcar el seu primer gol a primera el 31 de març de 2012 en un patrit contra el Màlaga CF (victòria a fora per 2–0).
El 22 de gener de 2013 Dorado va tornar a segona divisió, en signar pel Vila-real CF. Va jugar com a titular en tots 11 partits que va disputar durant el seu primer any, en què el club va assolir la promoció.

## Palmarès
Betis
- Segona divisió: 2010–11